# Pistol
«Pistol» —en español: «Pistola»— es un sencillo de la banda japonesa 12012. Fue lanzado el 20 de septiembre de 2006.
Alcanzó el número # 90 en el ranking del Oricon Singles Weekly Chart.

## Lista de canciones
| (CD) |                   |          |  |
| N.º  | Título            | Duración |  |
| 1.   | «Pistol»          |          |  |
| 2.   | «want,want,want,» |          |  |